# Silicon Valley Classic 2021
Silicon Valley Classic 2021 (còn được biết đến với Mubadala Silicon Valley Classic vì lý do tài trợ) là một giải quần vợt chuyên nghiệp thi đấu trên mặt sân cứng. Đây là lần thứ 49 giải đấu được tổ chức, và là một phần của WTA Premier trong WTA Tour 2021. Giải đấu diễn ra từ ngày 2 đến ngày 8 tháng 8 năm 2021 ở San Jose, California. Đây là giải đấu nữ đầu tiên trong US Open Series 2021.

## Điểm và tiền thưởng

### Phân phối điểm
| Sự kiện | VĐ  | CK  | BK  | TK  | Vòng 1/16 | Vòng 1/32 | Q  | Q2 | Q1 |
| Đơn nữ  | 470 | 305 | 185 | 100 | 55        | 1         | 25 | 13 | 1  |
| Đôi nữ  | 470 | 305 | 185 | 100 | 1         | —         | —  | —  | —  |

### Tiền thưởng
| Sự kiện | VĐ       | CK      | BK      | TK      | Vòng 1/16 | Vòng 1/32 | Q2     | Q1     |
| Đơn nữ  | $128,100 | $68,280 | $37,330 | $21,330 | $10,670   | $6,990    | $3,225 | $1,810 |
| Đôi nữ  | $40,300  | $21,330 | $11,735 | $5,975  | $3,240    | —         | —      | —      |

## Nội dung đơn

### Hạt giống
| Quốc gia | Tay vợt              | Xếp hạng1 | Hạt giống |
| -------- | -------------------- | --------- | --------- |
| BEL      | Elise Mertens        | 17        | 1         |
| KAZ      | Elena Rybakina       | 20        | 2         |
| USA      | Madison Keys         | 26        | 3         |
| RUS      | Daria Kasatkina      | 31        | 4         |
| RUS      | Veronika Kudermetova | 32        | 5         |
| CRO      | Petra Martić         | 33        | 6         |
| USA      | Danielle Collins     | 35        | 7         |
| KAZ      | Yulia Putintseva     | 36        | 8         |
| USA      | Alison Riske         | 37        | 9         |

- Bảng xếp hạng vào ngày 26 tháng 7 năm 2021.[2]

### Vận động viên khác
Đặc cách:
- Claire Liu
- Emma Raducanu

Bảo toàn thứ hạng:
- CoCo Vandeweghe

Vượt qua vòng loại:
- Emina Bektas
- Han Na-lae
- Ana Konjuh
- Lesley Pattinama Kerkhove

### Rút lui
Trước giải đấu
- Ekaterina Alexandrova → thay thế bởi  Kristina Mladenovic
- Paula Badosa → thay thế bởi  Caroline Garcia
- Sofia Kenin → thay thế bởi  Marie Bouzková
- Veronika Kudermetova → thay thế bởi  Caty McNally
- Karolína Muchová → thay thế bởi  Donna Vekić
- Jeļena Ostapenko → thay thế bởi  Anastasija Sevastova

## Nội dung đôi

### Hạt giống
| Quốc gia | Tay vợt            | Quốc gia | Tay vợt            | Xếp hạng1 | Hạt giống |
| -------- | ------------------ | -------- | ------------------ | --------- | --------- |
| CAN      | Gabriela Dabrowski | BRA      | Luisa Stefani      | 37        | 1         |
| CRO      | Darija Jurak       | SLO      | Andreja Klepač     | 49        | 2         |
| AUS      | Ellen Perez        | CZE      | Květa Peschke      | 76        | 3         |
| CZE      | Marie Bouzková     | CZE      | Lucie Hradecká     | 78        | 4         |
| MEX      | Giuliana Olmos     | USA      | Sabrina Santamaria | 90        | 5         |

- 1 Bảng xếp hạng vào ngày 26 tháng 7 năm 2021.

### Vận động viên khác
Đặc cách:
- Makenna Jones /  Elizabeth Scotty
- Ashlyn Krueger /  Robin Montgomery

Thay thế:
- Peyton Stearns /  Maribella Zamarripa

### Rút lui
Trước giải đấu
- Marie Bouzková /  Lucie Hradecká → thay thế bởi  Peyton Stearns /  Maribella Zamarripa
- Chan Hao-ching /  Latisha Chan → thay thế bởi  Elixane Lechemia /  Ingrid Neel
- Desirae Krawczyk /  Bethanie Mattek-Sands → thay thế bởi  Emina Bektas /  Tara Moore
- Sania Mirza /  Asia Muhammad → thay thế bởi  Erin Routliffe /  Aldila Sutjiadi

## Nhà vô địch

### Đơn
- Danielle Collins đánh bại  Daria Kasatkina, 6–3, 6–7(10–12), 6–1

### Đôi
- Darija Jurak /  Andreja Klepač đánh bại  Gabriela Dabrowski /  Luisa Stefani, 6−1, 7−5